# (12277) Tajimasatonokai
(12277) Tajimasatonokai est un astéroïde de la ceinture principale.

## Description
(12277) Tajimasatonokai est un astéroïde de la ceinture principale. Il fut découvert le 17 novembre 1990 à Geisei par Tsutomu Seki. Il présente une orbite caractérisée par un demi-grand axe de 2,66 UA, une excentricité de 0,13 et une inclinaison de 14,6° par rapport à l'écliptique.

## Compléments